# Phillip Griffiths
Phillip Augustus Griffiths (Raleigh, 18 de outubro de 1938) é um matemático estadunidense conhecido principalmente por seu trabalho no campo da geometria, em particular pela aplicação de variedade complexa à geometria algébrica. Ele foi um dos principais desenvolvedores da teoria da variação das estruturas de Hodge, dentro da Teoria de Hodge e da teoria dos módulos.